# Дело о «Мёртвых душах»
«Дело о „Мёртвых душах“» — российский телесериал. Фантазия по мотивам произведений Николая Гоголя: «Мёртвые души», «Ревизор», «Записки сумасшедшего» и других.

## Сюжет
Коллежский регистратор Иван Шиллер (Павел Деревянко) отправляется в губернский город N, чтобы расследовать дело об исчезновении из тюрьмы мошенника Павла Ивановича Чичикова (Константин Хабенский). Ему чинят препоны городские чиновники во главе с губернатором Сквозник-Дмухановским (Сергей Гармаш). Пройдя в ходе расследования через ряд странных встреч, в финале Шиллер сам превращается в Чичикова…

## В ролях
- Павел Деревянко — Иван Афанасьевич Шиллер / Акакий Акакиевич Башмачкин
- Константин Хабенский — Павел Иванович Чичиков / портной
- Сергей Гармаш — Антон Антонович Сквозник-Дмухановский, губернатор
- Нина Усатова — Анна Андреевна, жена губернатора
- Сергей Колесников — Христиан Степанович Держиморда, пристав
- Александр Абдулов — Ноздрёв
- Виктор Абросимов — прокурор
- Виктор Вержбицкий — Дубельт
- Владимир Симонов — Бенкендорф
- Роман Мадянов — Иван Кузьмич Шпекин, почтмейстер
- Александр Семчев — Собакевич
- Леонид Ярмольник — Плюшкин
- Анна Ардова — Марфа Семёновна, ключница
- Андрей Бронников — отец Фома
- Елена Галибина — Настасья Петровна Коробочка
- Александр Ильин — Аммос Фёдорович Ляпкин-Тяпкин, судья
- Максим Коновалов — Григорий, слуга
- Юрий Нифонтов — Артемий Филиппович Земляника, попечитель богоугодных заведений
- Инга Оболдина — Марья Антоновна, дочь губернатора
- Галина Петрова — Пульхерия Ивановна
- Владимир Сальников — Афанасий Иванович
- Сергей Серов — Иван Лазаревич Свистунов
- Пётр Солдатов — капитан Копейкин
- Даниил Спиваковский — Пётр Иванович Бобчинский
- Иван Агапов — Пётр Иванович Добчинский
- Михаил Церишенко — хозяин гостиницы
- Евгения Дмитриева — Лизанька, жена Манилова
- Павел Любимцев — Манилов
- Мария Сокова — Феодулия Ивановна, жена Собакевича
- Андрей Батуханов — архивариус
- Дарья Белоусова — дворовая девка
- Сергей Епишев — урядник / часовой
- Ольга Лапшина — жена Шпекина
- Дмитрий Прокофьев — Степан
- Татьяна Яковенко — Лизавета
- Роман Хардиков — судейский чиновник

## Съёмочная группа
- Продюсеры: Павел Лунгин, Ольга Васильева, Аркадий Цимблер
- Режиссёр: Павел Лунгин
- Оператор: Сергей Астахов
- Художник: Григорий Широков
- Композитор: Алексей Рыбников
- Режиссёрская группа:
  - Наталья Лященко
  - Маргарита Морозова
  - Елена Овчинникова
  - Алексей Шихатов
- Балетмейстер-постановщик: Вера Лесничая

## Критика
Фильм ругали за неуважительное отношение к текстам автора, пошлость и поверхностность истории, редкие критики видели в этой работе сознательное снижение образно-смыслового строя и отмечали игру актеров.— портал «Культура.рф»